# Кордзая, Айша Сердаловна
Айша Сердаловна Кордзая (1928 год, село Капрешуми, Хелвачаурский район, Аджарская АССР, Грузинская ССР — 1979 год, Батуми, Аджарская АССР, Грузинская ССР) — колхозница колхоза «Культура» Батумского района Аджарской АССР. Герой Социалистического Труда (1949). 

## Биография
Родилась в 1928 году в крестьянской семье в селе Капрешуми Хелвачаурского района (ныне Хелвачаурский муниципалитет). Окончила местную сельскую школу. Трудилась рядовой колхозницей на чайной плантации колхоза «Культура» Батумского района. 
В 1948 году собрала 6214 килограмм сортового чайного зелёного листа на участке площадью 0,5 гектара. Указом Президиума Верховного Совета СССР от 29 августа 1949 года удостоена звания Героя Социалистического Труда за «получение высоких урожаев сортового зелёного чайного листа и цитрусовых плодов в 1948 году» с вручением ордена Ленина и золотой медали «Серп и Молот» (№ 4503).
За выдающиеся трудовые результаты по итогам 1950 года была награждена в 1951 году Орденом Трудового Красного Знамени.
В 1970 году окончила Тбилисский сельскохозяйственный институт. В течение двух лет трудилась бригадиром чаеводческой бригады. В последующие годы окончила медицинское училище, после которого трудилась медицинской сестрой на Батумской фабрике бытового обслуживания. 
Скончалась в 1979 году.

## Награды
- Герой Социалистического Труда;
- Орден Ленина;
- Орден Трудового Красного Знамени (23 июля 1951).